# Старки, Стив
Стив Старки (англ. Steve Starkey) — американский кинопродюсер и режиссёр второй съёмочной группы, который широко ассоциирован с Робертом Земекисом. Он работал дополнительным монтажёром для фильмов «Звёздные войны. Эпизод V: Империя наносит ответный удар» (1980) и «Звёздные войны. Эпизод VI: Возвращение джедая» (1983).

## Фильмография
- Прогулка / The Walk (2015) (продюсер)
- Экипаж / Flight (2012) (продюсер)
- Тайна красной планеты / Mars Needs Moms (2011) (продюсер)
- Живая сталь / Real Steel (2011) (исполнительный продюсер)
- Рождественская история / A Christmas Carol (2009) (продюсер, режиссёр второй команды)
- Беовульф / Beowulf (2007) (продюсер, режиссёр второй команды)
- Дом-монстр / Monster House (2006) (продюсер)
- Последний отпуск / Last Holiday (2006) (продюсер)
- Полярный экспресс / The Polar Express (2004) (продюсер, режиссёр второй группы)
- Великолепная афера / Matchstick Man (2003) (продюсер)
- Изгой / Cast Away (2000) (продюсер, режиссёр второй группы)
- Что скрывает ложь / What Lies Beneath (2000) (продюсер, режиссёр второй группы)
- Контакт / Contact (1997) (продюсер, режиссёр второй группы)
- Форрест Гамп / Forrest Gump (1994) (продюсер, режиссёр второй группы)
- Смерть ей к лицу / Death Becomes Her (1992) (продюсер)
- Безумные подмостки / Noises Off (1992) (сопродюсер)
- Назад в будущее 3 / Back to the Future Part III (1990) (ассоциированный продюсер)
- Назад в будущее 2 / Back to the Future Part II (1989) (ассоциированный продюсер)
- Кто подставил кролика Роджера / Who Framed Roger Rabbit (1988) (ассоциированный продюсер)
- Звёздные войны. Эпизод VI: Возвращение джедая / Return of the Jedi (1983) (ассистент по монтажу)
- Звёздные войны. Эпизод V: Империя наносит ответный удар / The Empire Strikes Back (1980) (ассистент по монтажу)

## Награды
В 1994 году Старки стал одним из продюсеров фильма «Форрест Гамп», который принадлежал Роберту Земекису. На следующий год, на 67-й церемонии вручения Оскар, за этот фильм Старки получил премию «Оскар» в категории лучший фильм, которую он разделил вместе с Венди Файнерман и Стивом Тишем.